# 侵华日军军营旧址
侵华日军军营旧址，位于山西省太原市迎泽区迎泽街道并州路三社区青年东街两侧，已列为太原市文物保护单位。

## 保护
2011年12月31日，侵华日军军营旧址由太原市人民政府公布为第三批太原市文物保护单位，编号90。